# Nadine Krause
Nadine Krause (Waiblingen, 25 de março de 1982) é uma handebolista profissional alemã.
Foi eleita a melhor do mundo pela IHF em 2006.